# Onville
Onville is een gemeente in het Franse departement Meurthe-et-Moselle in de regio Grand Est en telt 520 inwoners (1999).

## Geschiedenis
Op 22 maart 2015 werd de gemeente samen met Villecey-sur-Mad en Waville van het op die dag opgeheven kanton Chambley-Bussières overgeheveld naar het kanton Pont-à-Mousson, hoewel dat onder het arrondissement Nancy viel. Op 1 januari 2023 werden de grenzen van de arrondissementen in Meurthe-et-Moselle aangepast waardoor de drie gemeenten alsnog overgingen van het arrondissement Briey naar het arrondissement Nancy.

## Geografie
De oppervlakte van Onville bedraagt 9,2 km², de bevolkingsdichtheid is 56,5 inwoners per km².

## Verkeer en vervoer
In de gemeente ligt spoorwegstation Onville.
De onderstaande kaart toont de ligging van Onville met de belangrijkste infrastructuur en aangrenzende gemeenten.

## Demografie
De figuur toont het verloop van het inwonertal (bron: INSEE-tellingen).